# S:t Petri ungdomskör
S:t Petri Ungdomskör (SPUK), Malmö är en blandad kör med sångare i åldrarna 14-22 år. Kören är en del av Malmö S:t Petri kyrkas musikverksamhet och framträder oftast i gudstjänster och konserter i S:t Petri kyrka. Repertoaren sträcker sig från renässansen till nutida konstmusik med inslag av pop och jazz. Dirigent är idag Karin Oldgren. 
Kören bildades av kördirigent Alexander Einarsson 2012 och består 2017 av ca 45 sångare. Kören har sedan starten bland annat medverkat med körinslag i två spelfilmer, vid flera inspelningar för Sveriges Radio samt en videopublikation av Rolf Martinssons Lukaspassion tillsammans med sopranen Lisa Larsson. Kören har vid två tillfällen tävlat i körsång; 2015 i Toruń, Polen; 2016 i Venedig, Italien och 2024 i Prag, Tjeckien. I Torún vann kören kategorierna Sacred Music och Mixed Youth Choir samt tog hem tävlingens Grand Prix.